# Auguste Beernaert
Auguste-Marie-François Beernaert (ur. 26 lipca 1829 w Ostendzie, Belgia, zm. 6 października 1912 w Lucernie, Szwajcaria) – belgijski prawnik i polityk, Flamand, w 1894 premier Belgii, laureat Pokojowej Nagrody Nobla 1909.

## Życiorys
Z wykształcenia był prawnikiem. W 1873 został po raz pierwszy wybrany do belgijskiej Izby Reprezentantów (parlamentu), gdzie zasiadał przez kilkadziesiąt lat, od 1895 jako przewodniczący. Kierował resortem spraw wewnętrznych w rządzie Jules’a Malou (od czerwca 1884), którego wkrótce, w październiku 1884, zastąpił na stanowisku premiera. W swoim rządzie (do marca 1894) zajmował także stanowisko ministra finansów.
Reprezentował Belgię na dwóch Konferencjach Pokojowych w Hadze (1899, 1907) i aktywnie uczestniczył w światowym ruchu na rzecz pojednania międzynarodowego. W 1909 został wyróżniony Pokojową Nagrodą Nobla razem z Francuzem Paulem d’Estournelles (również delegatem na obu konferencjach haskich).
W latach 1903–1905 był prezesem Międzynarodowego Stowarzyszenia Prawników.